# Faculté de droit de l'université Aristote de Thessalonique

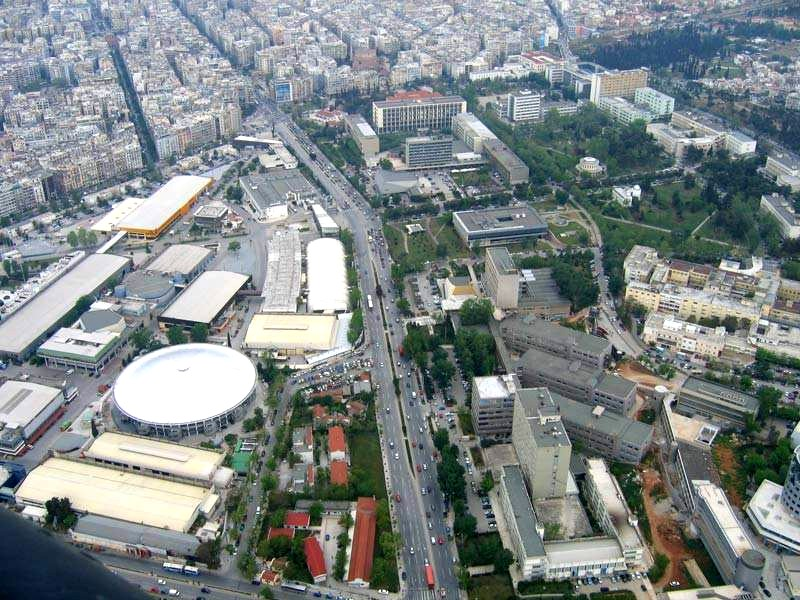
Vue aérienne du centre de Thessalonique. À droite le campus de l'université Aristote.

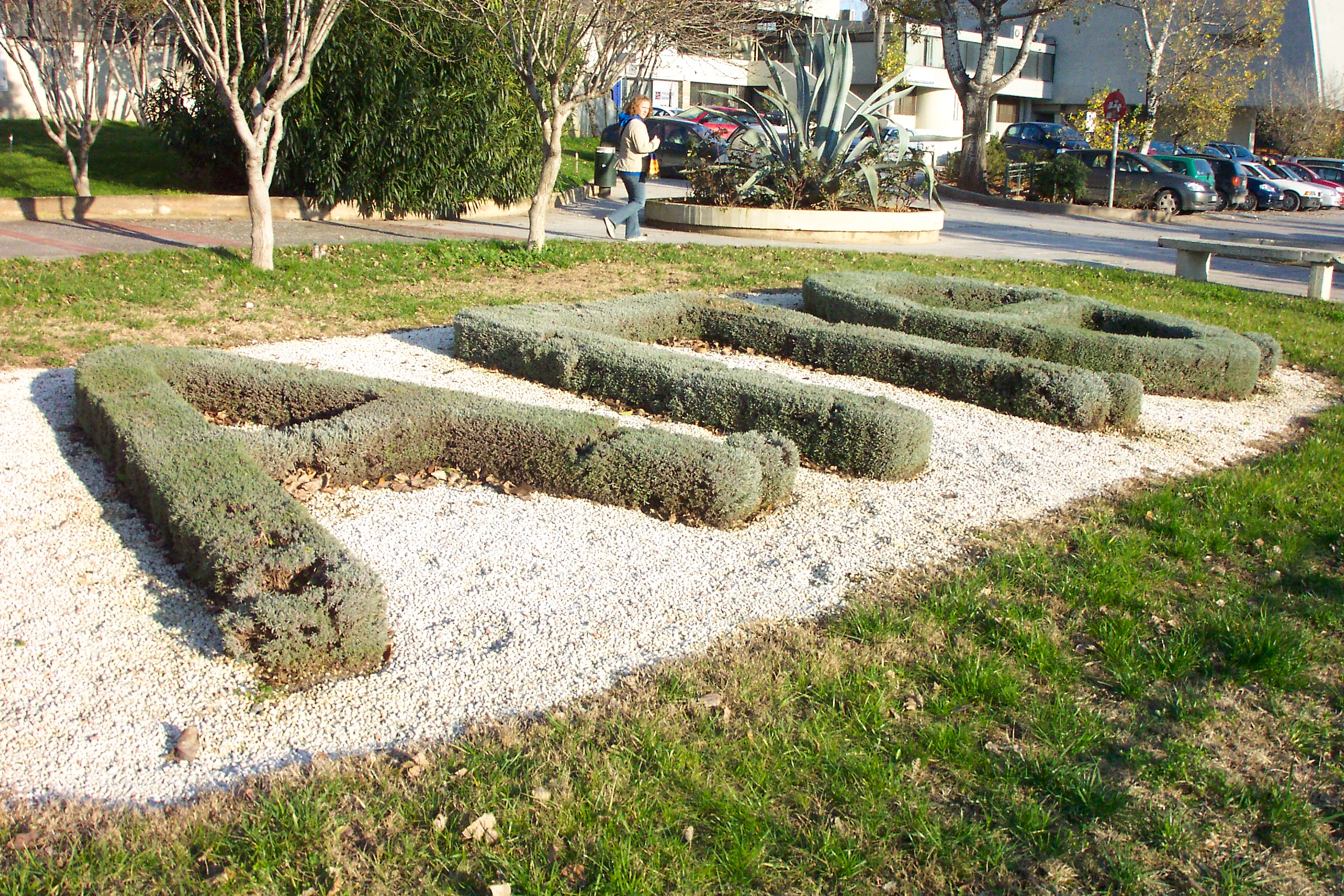
Lettres ΑΠΘ en grec

La Faculté de droit de l'université Aristote de Thessalonique est considérée comme l'une des plus prestigieuses écoles grecques de droit. 

## Histoire
Le département du droit a été fondé en 1930.

## Élèves notables et professeurs
L'école de droit a produit des dirigeants du droit, de gouvernement, et de société, incluant :
- Yánna Angelopoúlou-Daskaláki, politicien
- Evángelos Venizélos, président du Mouvement socialiste panhellénique, ancien en:Deputy Prime Minister of Greece et en:Ministry of Finance (Greece). Il était professeur de Droit constitutionnel à la Faculté de droit de l'université Aristote de Thessalonique
- Vassilis Vassilikos, écrivain et diplomate
- Vassilios Nikopoulos, président de la Cour Suprême
- Christos Sartzetakis, juriste
- Vassilios Skouris, 10e président de la Cour de justice (Union européenne). Professeur de droit public.
- Krateros Ioannou
- Pelayia Yessiou-Faltsi
- Andreas Loverdos
- Dimitris Sioufas, ex-en:Speaker of the Hellenic Parliament
- Philippos Petsalnikos, ex-en:Speaker of the Hellenic Parliament
- Symeon C. Symeonides,
- Háris Kastanídis, ancien ministre du  Ministère de l'Intérieur et de l'Ordre Public
- Jean Spiropoulos, juge à la Cour internationale de justice, professeur de Droit international public
- Philomila Tsoukala, professeur associé de droit à la Université de Georgetown
- Petros C. Mavroidis
- Xenophon Zolotas, ancien premier ministre de Grèce
- Nikolaos Papantoniou, professeur populaire de droit civil et ministre de la justice (1984)
- Paraskevi Naskou-Perraki, juge ad hoc à la Cour européenne des droits de l'homme et professeur à l'Université de Macédoine
- Dimitris Evrigenis, juge à la Cour européenne des droits de l'homme et professeur populaire de droit international à la Faculté de droit de l'université Aristote de Thessalonique
- Michalis Chrysohoidis, ancien en:Ministry of Economy, Infrastructure, Shipping and Tourism et en:Ministry of Public Order and Citizen Protection
- George Petalotis, ancien Sous-ministre
- Elias Petropoulos, auteur
- Haris Tagaras
- Miltiadis Papaioannou, ancien en:Ministry of Justice, Transparency and Human Rights
- Dimitris Tsatsos,
- Michalis Papakonstantinou, ancien ministre de la justice
- A. N. Yiannopoulos, ancien professeur à la en:Tulane University Law School, expert en droit civil
- Xavier Bettel, premier ministre du Luxembourg

## Sources
«Σχολή Νομικών, Οικονομικών και Πολιτικών Επιστημών: 75 χρόνια», Αριστοτέλειο Πανεπιστήμιο Θεσσαλονίκης, εκδ. Α.Π.Θ. (Faculty of Law, Economics and Political Science: 75 years, Aristotle University of Thessaloniki, A.U.Th. publications)